# Ville-d'Avray
Ville-d'Avray è un comune francese di 10 902 abitanti situato nel dipartimento dell'Hauts-de-Seine nella regione dell'Île-de-France.

## Monumenti e luoghi d'interesse
- Castello di Thierry: palazzo neoclassico, fu fatto costruire nel 1776 da Marc-Antoine Thierry, barone di Ville-d'Avray, che ne fece la propria dimora.

## Società

### Evoluzione demografica
Abitanti censiti